# 波菲利烏斯 (鲸鱼)
波菲利烏斯是一头大型鲸鱼，在公元6世纪时曾在東羅馬帝國首都君士坦丁堡附近海域骚扰并击沉船只。波菲利烏斯活跃了五十多年，引起了東羅馬航海家的极大关注。時任東羅馬皇帝查士丁尼一世（527年－565年在位）将捕获这头鲸鱼视为一件大事，尽管他想不出办法。最终这头鲸鱼在黑海入口附近搁浅，遭到当地居民的袭击，被砍成碎片。

## 姓名
東羅馬水手给这头鲸鱼取名为Porphyrios；这个名字有时也被译作Porphyrius 、 Porphyrion 、Porphyry 或Porphyrio  ，其来源尚不清楚。关于这个名字的常见假设包括，它来源于同时代的战车驭手波菲利烏斯  ，或者来源于希腊神话中的巨人波耳費里翁，他向诸神发动了战争。 安东尼·卡尔德利斯在2010年提出，鲸鱼的名字暗指皇室成員穿的骨螺紫服飾，是“鲸鱼所受尊重的标志”。 西恩·劉易斯（Sian Lewis）和勞埃德·盧埃林-瓊斯在2018年也支持了这一观点，他们认为这个名字暗指皇室的颜色，是对鲸鱼敬畏的标志。
1996年，历史学家詹姆斯·艾伦·斯图尔特·埃文斯认为这个名字指的是鲸鱼皮肤的颜色。 Porphyra在希腊语中意为深紫色，而波菲利烏斯的皮肤可能呈深酒红色。 2002年，约翰·K·帕帕多普洛斯（John K. Papadopoulos）和黛博拉·鲁西略（Deborah Ruscillo）进一步支持了这一观点，他们认为这个名字的意思仅仅是“紫色”。 2008年，丹尼尔·奥格登（Daniel Ogden）也支持波菲利烏斯让人联想到鲸鱼颜色的观点，认为这个名字最好解释为“紫色小子”。卡尔德利斯在2017年也支持这种词源。

## 生平
波菲利烏斯的名字出现在6世纪東羅馬历史学家普罗科匹厄斯的著作中，包括《战史》（VII 29）《秘史》。根据普罗科匹厄斯的说法，波菲利烏斯身長13.7米（45英尺），4.6米（15英尺）宽。在古代和中世纪，人们对鲸鱼的了解并不多，常常被简单地视为巨大的怪物。
无法确定波菲利烏斯属于哪个物种。它可能是一头抹香鲸或者是一头体型异常巨大的虎鯨。抹香鲸的体型、较长的寿命和性情都支持这一观点。另一方面，虎鯨的地理位置也支持这一观点，因为真正的鲸鱼很少冒险进入波菲利烏斯经常出没的水域。如果这个名字是指皮肤的颜色，那么它可能支持任何一种识别，因为虎鯨的黑色和抹香鲸的深棕灰色都可能被误解为深紫色。
关于波菲利烏斯最终为何进入君士坦丁堡海域，最广为接受的理论是，它幼年时游过達達尼爾海峽捕猎，海峡的强劲水流阻止了它返回爱琴海。它也无法进入黑海——由于水中氧气含量低。因此，波菲利烏斯被困在马尔马拉海。它很可能是这片海域唯一的鲸鱼，因此拥有丰富的猎物可供捕食。如果它是一头虎鲸，这就能解释它巨大的体型。
波菲利烏斯骚扰君士坦丁堡海域的船只达五十余年之久，但并非持续不断，因为它有时会消失很长一段时间。它最常出现在博斯普鲁斯海峡。波菲利烏斯对袭击的船只没有区别对待，有记录显示，它袭击过渔船、商船和军舰。 许多船只被波菲利烏斯击沉，它的名声吓坏了更多船员；船只经常绕道绕过鲸鱼最常游动的水域。皇帝查士丁尼一世統治時期（527年－565年），对鲸鱼袭击事件感到困惑，並希望维护海上航线的安全，因此他非常想捕获波菲利烏斯，尽管他无法想出办法来做到这一点。
有一天，波菲利烏斯在追逐海豚时，在萨卡里亚河河口附近搁浅了。尽管波菲利烏斯挣扎着想从淤泥中爬出来，但它却陷得更深，越来越陷。附近的当地人迅速组织起来，拿着斧头和绳索冲出来，要杀死这头著名的海怪。他们先是试图用斧头杀死波菲利烏斯，但是砍进它的肉却收效甚微。然后，他们用绳索和四輪貨運馬車将波菲里奥斯拖到海滩的更远处 ，然后袭击了这头鲸鱼并将其切成碎片。一些袭击者把自己的那份鲸肉藏了起来，而另一些人则开始当场食用。

## 遗产
根据普罗科匹厄斯的说法，波菲利烏斯的死对普通民众来说是一种极大的解脱，尽管有些人猜测被杀死的鲸鱼可能是另一头。波菲利烏斯的死是记录在案的最早的流氓鲸鱼袭击海员的案例。
爱德华·吉本的《罗马帝国衰亡史》中曾提及波菲利烏斯；吉本认为波菲利烏斯是个“陌生人和流浪者”，因为在地中海地区，没有任何物种在体型和行为上能与其相比。乔治·霍恩（1730-1792）对吉本《罗马帝国衰亡史》的评论中，霍恩认为吉本关于鲸鱼的描述是在暗示鲸鱼只是一种虚构的生物。霍恩对此感到愤怒，他写道：“要么是上帝特意为此准备了一头鲸鱼，要么它根本就不是鲸鱼。”赫尔曼·梅尔维尔的《白鲸记》中也提到了波菲利烏斯的故事，作为鲸鱼袭击人类的历史案例。 
波菲利烏斯出现在罗伯特·格雷夫斯的历史小说《贝利撒留伯爵》（1938年）中。在《贝利撒留伯爵》中，查士丁尼在收到妻子狄奥多拉皇后的朋友和熟人的投诉后，派遣著名将军贝利撒留捕杀鲸鱼。贝利撒留乘坐配备弹射器的战船搜寻波菲利烏斯，并在驶向君士坦丁堡的途中发现了鲸鱼。船员们开始投掷鱼叉和射箭，但这并没有什么效果，因为波菲利烏斯潜入海浪之下游走了。贝利撒留和波菲利烏斯之间的战斗有时被一些后来的作家错误地描述为真实事件。